# Font del Quim
La Font del Quim és una font del poble de Claverol (Conca de Dalt), de l'antic terme del mateix nom, pertanyent a l'actual municipi de Conca de Dalt, al Pallars Jussà. És a 810 m d'altitud, a l'est-nord-est de Claverol, al vessant nord-est del Canarill de Claverol, al sud-est de Plana Mateu. És al sud dels Esclotassos, a prop i al nord de la carretera d'Hortoneda. Aquesta font és prop de l'origen del barranc de la Font de Jaumet, afluent del barranc de Santa per l'esquerra. És al nord-est de la Font de Jaumet.